# لويس ألبرتو باديلا فيلاسكو
لويس ألبرتو باديلا فيلاسكو (بالإسبانية: Luis Alberto Padilla Velasco)‏ هو لاعب كرة قدم مكسيكي في مركز الوسط، ولد في 17 نوفمبر 1961 في غوادالاخارا في المكسيك. لعب مع نادي كوريكامينوس ‏.